# Medicinska sestra
Medicinska sestra / medicinski tehničar radi na području zdravstva, s ciljem zaštite zdravlja pojedinca, obitelji i cjelokupnog pučanstva. Opis posla uključuje skrb, praćenje, nadzor i savjetovanje pacijenata, prevenciju, rehabilitaciju, zdravstveni odgoj, promicanje zdravlja, vođenje sestrinske dokumentacije, izvođenje dijagnostičkih te medicinsko-tehničkih zahvata te zdravstvene njege. 
Medicinske sestre i tehničari, kao članovi regulirane profesije, svoju djelatnost provode na svim razinama zdravstvene zaštite – u javnozdravstvenim dispanzerima, ambulantama, bolnicama i domovima zdravlja, domovima umirovljenika i dr. Postoje razlike u kompetencijama medicinskih sestara i tehničara ovisno o stupnju obrazovanja te mjestu zaposlenja.

## Medicinske sestre i tehničari u Hrvatskoj
Po završetku najmanje srednjoškolskog programa, Hrvatska komora medicinskih sestara kao regulatorno tijelo izdaje odobrenje za samostalan rad u trajanju od šest godina. S ciljem obnove odobrenja za samostalan rad, medicinska sestra - tehničar mora u navedenom razdoblju prikupiti najmanje 90 bodova sudjelovanjem u programima trajnog usavršavanja.

### Obrazovanje medicinskih sestara i tehničara u Hrvatskoj
Temeljnu naobrazbu medicinske sestre stječu uspješnim završetkom petogodišnjeg srednjeg strukovnog obrazovanja za zanimanje medicinska sestra – tehničar. Po dovršetku srednjoškolskog obrazovanja, medicinske sestre i tehničari mogu upisati dodiplomski studij sestrinstva u trajanju od tri godine, diplomski studij sestrinstva u trajanju od dvije godine te doktorat znanosti u trajanju od tri godine.
U Republici Hrvatskoj, petogodišnje srednjoškolsko obrazovanje za zanimanje medicinska sestra/tehničar opće njege izvodi se u 14 gradova: Bjelovaru, Dubrovniku, Karlovcu, Osijeku, Pakracu, Puli, Rijeci, Sisku, Slavonskom Brodu, Splitu, Šibeniku, Varaždinu, Zadru te Zagrebu.
Visokoškolsko obrazovanje na dodiplomskoj sveučilišnoj razini provodi se kroz četiri sastavnice: Hrvatsko katoličko sveučilište (Zagreb), Fakultet za dentalnu medicinu i zdravstvo (Osijek), Sveučilišni odjel zdravstvenih studija (Split), Sveučilište u Zadru (Zadar) te sedam programa na dodiplomskoj stručnoj razini: Sveučilište Jurja Dobrile (Pula), Sveučilište Sjever (Koprivnica), Sveučilište u Dubrovniku (Dubrovnik), Fakultet zdravstvenih studija (Rijeka), Sveučilište u Zadru (Zadar), Veleučilište u Bjelovaru (Bjelovar), Zdravstveno veleučilište (Zagreb). Titula koju pristupnici po završetku stječu glasi prvostupnik/ca sestrinstva - bacc.med.techn., odnosno univ.bacc.med.techn.
Obrazovanje na diplomskoj sveučilišnoj razini dostupno je kroz sedam studijskih programa: Hrvatsko katoličko sveučilište (Zagreb), Fakultet za dentalnu medicinu i zdravstvo (Osijek), Sveučilišni odjel zdravstvenih studija (Split), Sveučilište u Zadru (Zadar), Medicinski fakultet Sveučilišta u Zagrebu (Zagreb), Sveučilište Sjever (Koprivnica) te Fakultet zdravstvenih studija (Rijeka). Po završetku sveučilišnog diplomskog studija, pristupnici stječu titulu magistar/magistra sestrinstva - mag.med.techn. Na diplomskoj stručnoj razini obrazovanje se provodi u dvije visokoškolske ustanove: Sveučilište u Dubrovniku (Dubrovnik) te Zdravstveno veleučilište (Zagreb), a pristupnici po završetku stječu stručni naziv diplomirani medicinski tehničar - dipl. med. techn.
Završetkom sveučilišnog diplomskog programa, postoji mogućnost izravnog upisa poslijediplomskog sveučilišnog (doktorskog) studija iz područja Biomedicine dok pristupnici sa završenim stručnim diplomskim programom mogu iste upisati uz polaganje razlikovnih modula, odnosno direktno u pojedinim zemljama Europske unije koje nemaju binarni (sveučilišni i stručni) sustav obrazovanja. Dovršetkom navedenog programa pristupnik stječe naziv doktor znanosti / doktorica znanosti.

### Profesionalna udruženja i organizacije u Hrvatskoj
Osim obveznoga članstva u Hrvatskoj komori medicinskih sestara, propisanog člankom 25. Zakona o sestrinstvu, medicinske sestre i tehničari u Republici Hrvatskoj mogu, sukladno interesima, ostvariti i članstvo u drugim profesionalnim udruženjima:
- Hrvatska udruga medicinskih sestara - osnovana 1929. godine, djeluje kroz 33 stručna društva[10] te 43 podružnice u Republici Hrvatskoj[11]
- Hrvatski nacionalni savez sestrinstva - okuplja 15 sestrinskih udruga u Republici Hrvatskoj[12]
  - Hrvatsko društvo medicinskih sestara anestezije, reanimacije, intenzivne skrbi i transfuzije
  - Udruga medicinskih sestara i tehničara u gastroenterologiji i endoskopiji Hrvatske
  - Hrvatsko društvo operacijskih sestara
  - Hrvatsko sestrinsko društvo hitne medicine
  - Hrvatsko katoličko društvo medicinskih sestara i tehničara
  - Hrvatsko udruženje za ekstrakorporalnu cirkulaciju
  - Udruženje dispečera hitne medicine
  - Hrvatsko društvo medicinskih sestara i tehničara vaskularne kirurgije
  - Udruga medicinskih sestara i tehničara neurokirurgije Hrvatske
  - Društvo medicinskih sestara/tehničara digestivne kirurgije
  - Endoskopsko društvo medicinskih sestara Hrvatske
  - Hrvatsko društvo medicinskih sestara u palijativnoj skrbi
  - Hrvatsko društvo medicinskih sestara, tehničara i primalja
  - Udruga medicinskih sestara zdravstvene njege u kući
  - Hrvatsko društvo umirovljenih medicinskih sestara
- Sigma Theta Tau International, Alpha Alpha Gamma ogranak - prvi ogranak u Republici Hrvatskoj, okuplja visokoobrazovane medicinske sestre i tehničare te studente sestrinstva s istaknutim zaslugama ili akademskim uspjehom[13]

## Vanjske poveznice
- Mrav FFZG – Opis posla
- Hrvatska komora medicinskih sestara